# Salem (New Jersey)
Pour les articles homonymes, voir Salem.
La ville de Salem est le siège du comté de Salem, situé dans l’État du New Jersey, aux États-Unis. Sa population s’élevait à 5 146 habitants lors du recensement de 2010, estimée à 4 824 habitants en 2016.

## Démographie
| Groupe            | Salem | New Jersey | États-Unis |
| ----------------- | ----- | ---------- | ---------- |
| Afro-Américains   | 62,1  | 13,7       | 12,6       |
| Blancs            | 31,2  | 68,6       | 72,4       |
| Autres            | 1,9   | 6,4        | 6,4        |
| Métis             | 4,0   | 2,3        | 2,9        |
| Asiatiques        | 0,4   | 8,6        | 4,8        |
| Amérindiens       | 0,4   | 0,3        | 0,9        |
| Total             | 100   | 100        | 100        |
|                   |       |            |            |
| Latino-Américains | 6,7   | 17,7       | 16,7       |

Selon l'American Community Survey, pour la période 2011-2015, 94,56 % de la population âgée de plus de 5 ans déclare parler l'anglais à la maison, 4,522 % déclare parler l'espagnol, 0,49 % un créole français et 0,43 % une autre langue.

## Persoonnalité liée à la ville
- Benjamin H. Brewster, procureur général des États-Unis est né à Salem.

## Source
- (en) Cet article est partiellement ou en totalité issu de l’article de Wikipédia en anglais intitulé « Salem, New Jersey » (voir la liste des auteurs).

1. ↑  (en) « Salem, NJ Population - Census 2010 and 2000 », sur censusviewer.com (consulté le 2 mars 2016)
2. ↑  (en) « Population of New Jersey - Census 2010 and 2000 », sur censusviewer.com (consulté le 2 mars 2016)
3. ↑  (en) « LANGUAGE SPOKEN AT HOME BY ABILITY TO SPEAK ENGLISH FOR THE POPULATION 5 YEARS AND OVER », sur factfinder.census.gov.